# Liceo classico Umberto I (Palermo)
Il liceo classico statale "Umberto I" di Palermo iniziò la sua storia nel 1788 e fu il secondo liceo classico per fondazione del capoluogo siciliano.

## Storia
Nel 1788, a seguito del decreto di re Ferdinando I di Borbone che istituiva le "scuole normali", istituti d'istruzione elementare, magistrale e ginnasiale, ne venne fondato uno presso i locali del convento di Sant'Anna, oggi sede della Galleria di arte moderna. Il corpo docente era retto da religiosi, e tale rimase quando nel 1860, a seguito della conquista garibaldina, l'istituto fu convertito nel ginnasio Sant'Anna e riconosciuto dal Ministero della pubblica istruzione. Nel 1878 divenne, per regio decreto sollecitato dal ministro Francesco De Sanctis, il secondo liceo della città col nome di "Regio Ginnasio Liceo Umberto I".

L'istituto ha dedicato la sua aula magna alla memoria del magistrato Giovanni Falcone che fu alunno del liceo.

### Il secondo dopoguerra
L'istituto rimase in attività nella sede originale fino alla fine della seconda guerra mondiale, quando dieci sezioni furono collocate nei locali della scuola elementare di via Valverde. Il numero degli iscritti fu crescente, tale da rendere necessaria la costruzione dell'attuale sede centrale in via Filippo Parlatore nel 1960. 

### Il liceo moderno
Dal 2007 l'istituto ha la sede centrale in via Filippo Parlatore (zona Dante) e la succursale in viale della Regione Siciliana presso le strutture delle suore cappuccine dell'Immacolata di Lourdes, condivise con alcune sezioni dell'ISS Salvemini.